# Allium crenulatum
Allium crenulatum là một loài thực vật có hoa trong họ Amaryllidaceae. Loài này được Wiegand mô tả khoa học đầu tiên năm 1899.

## Hình ảnh

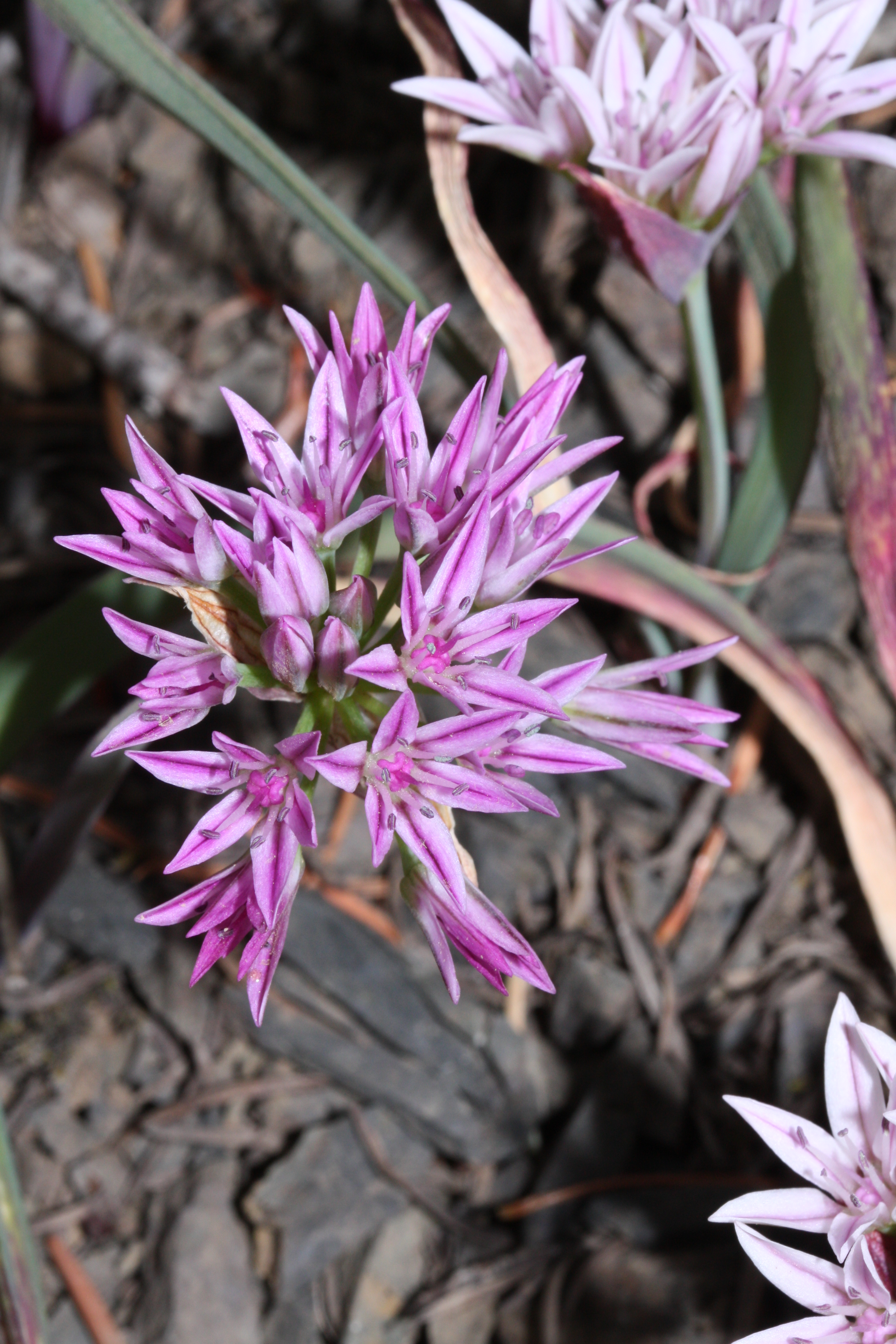
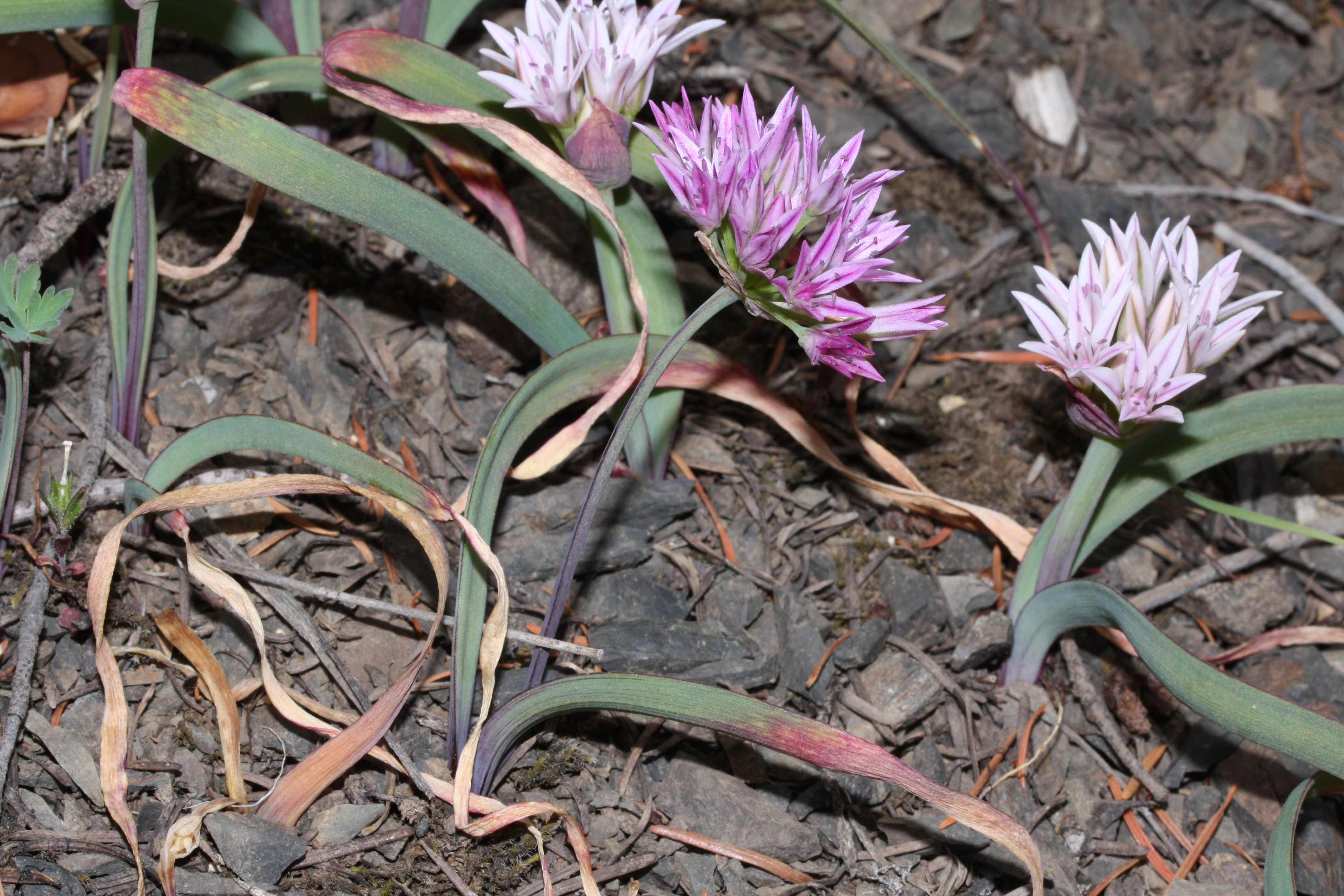
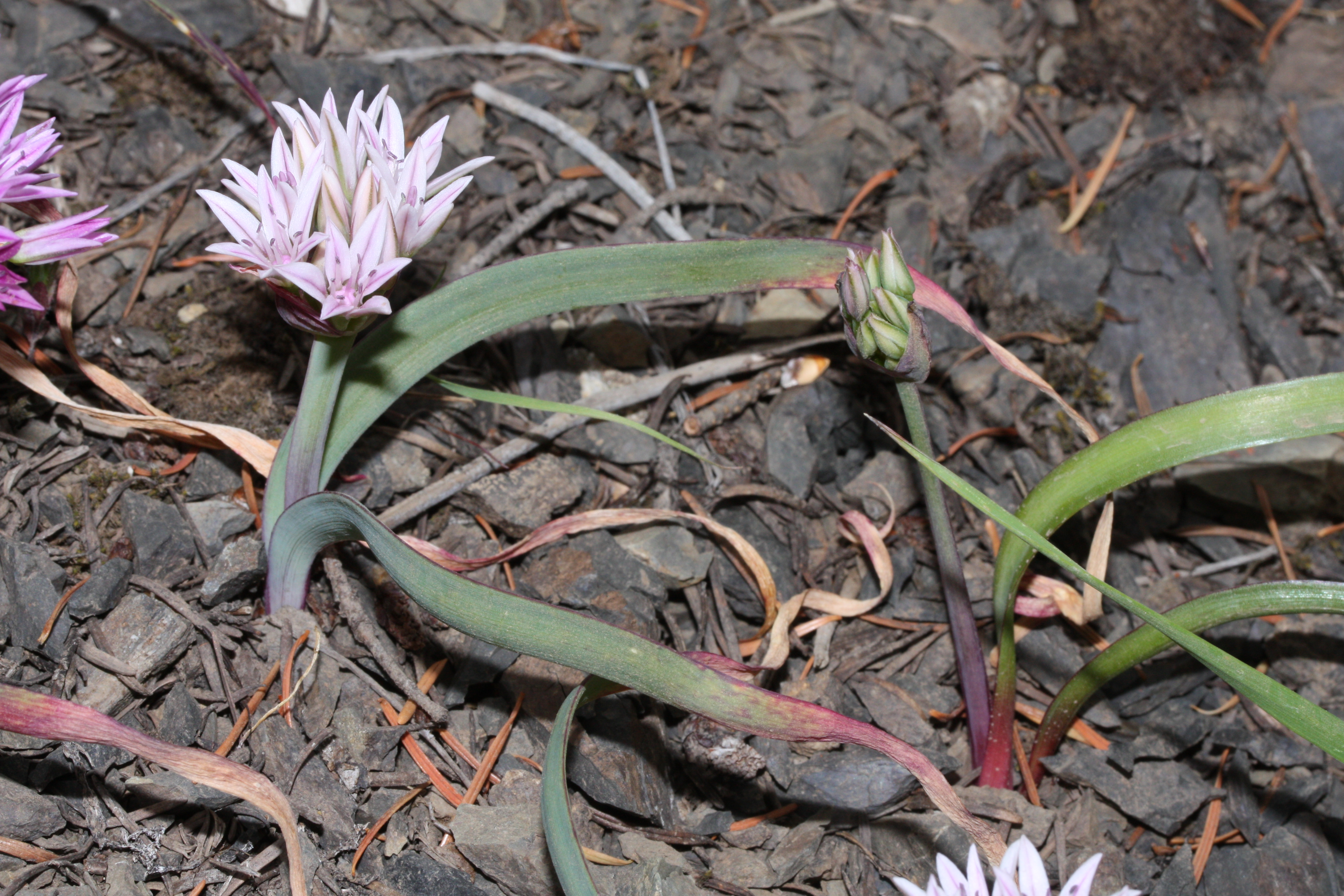
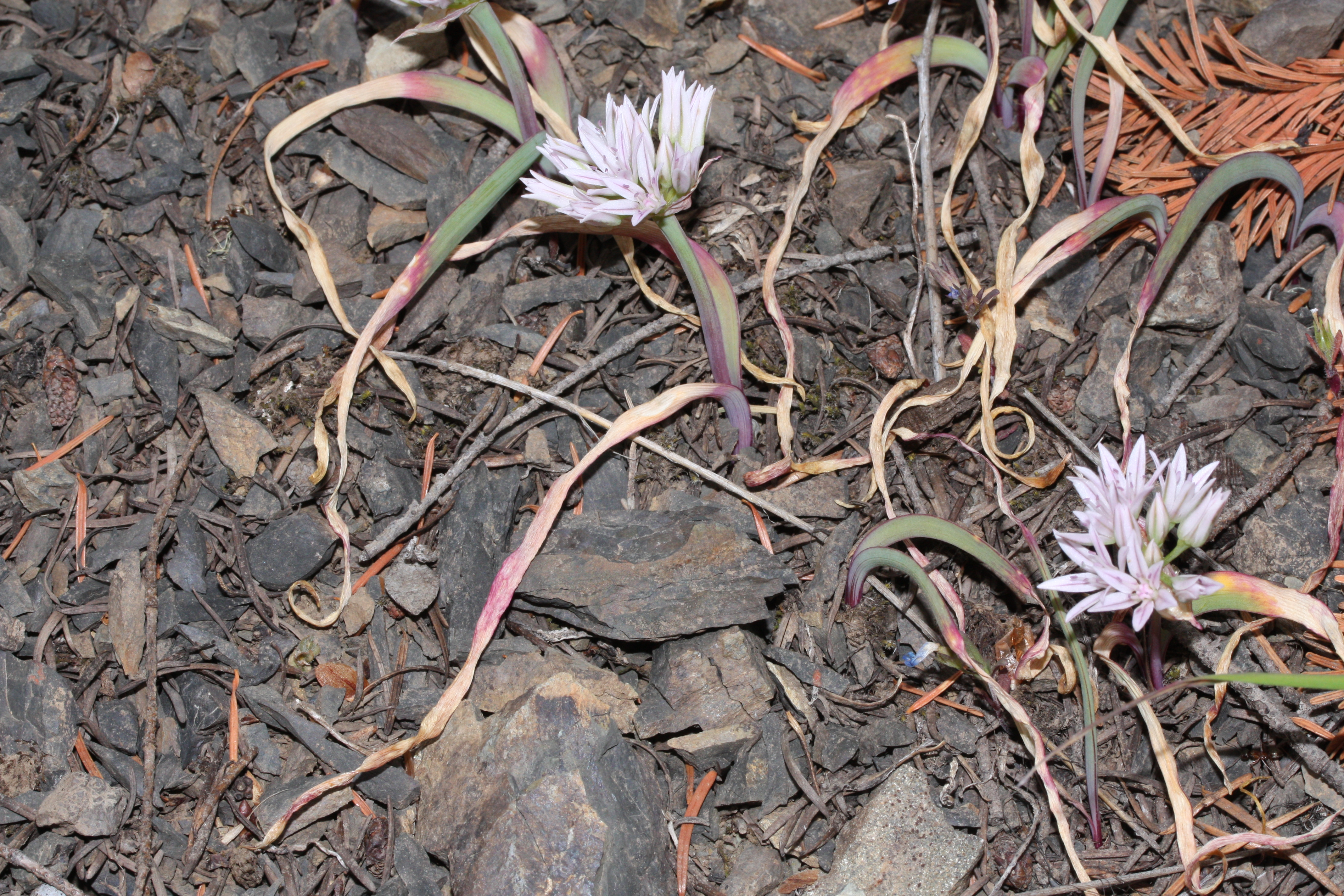